# Флаги государств
В галерее флагов независимых государств представлены государственные флаги де-факто независимых государств. 
Курсивом выделены государства — не члены ООН
Не следует путать государственные и гражданские флаги.
| Содержание: Начало — 0–9 А Б В Г Д Е Ё Ж З И К Л М Н О П Р С Т У Ф Х Ц Ч Ш Щ Э Ю Я |

## А & Ӑ

Флаг Австралии
Флаг Австрии
Флаг Азербайджана
Флаг Албании
Флаг Алжира
Флаг Анголы
Флаг Андорры
Флаг Антигуа и Барбуды
Флаг Аргентины
Флаг Армении
Флаг Афганистана (де-факто)
Флаг Ӑбхазии

| Содержание: Начало — 0–9 А Б В Г Д Е Ё Ж З И К Л М Н О П Р С Т У Ф Х Ц Ч Ш Щ Э Ю Я |

## Б

Флаг Багамских Островов
Флаг Бангладеш
Флаг Барбадоса
Флаг Бахрейна
Флаг Белиза
Флаг Беларуси
Флаг Бельгии
Флаг Бенина
Флаг Болгарии
Флаг Боливии
Флаг Боснии и Герцеговины
Флаг Ботсваны
Флаг Бразилии
Флаг Брунея
Флаг Буркина-Фасо
Флаг Бурунди
Флаг Бутана

| Содержание: Начало — 0–9 А Б В Г Д Е Ё Ж З И К Л М Н О П Р С Т У Ф Х Ц Ч Ш Щ Э Ю Я |

## В

Флаг Вануату
Флаг Ватикана
Флаг Великобритании
Флаг Венгрии
Флаг Венесуэлы
Флаг Восточного Тимора
Флаг Вьетнама

| Содержание: Начало — 0–9 А Б В Г Д Е Ё Ж З И К Л М Н О П Р С Т У Ф Х Ц Ч Ш Щ Э Ю Я |

## Г

Флаг Габона
Флаг Гаити
Флаг Гайаны
Флаг Гамбии
Флаг Ганы
Флаг Гватемалы
Флаг Гвинеи
Флаг Гвинеи-Бисау
Флаг Германии
Флаг Гондураса
Флаг Гренады
Флаг Греции
Флаг Грузии

| Содержание: Начало — 0–9 А Б В Г Д Е Ё Ж З И К Л М Н О П Р С Т У Ф Х Ц Ч Ш Щ Э Ю Я |

## Д

Флаг Дании
Флаг Демократической Республики Конго
Флаг Джибути
Флаг Доминики
Флаг Доминиканской Республики

| Содержание: Начало — 0–9 А Б В Г Д Е Ё Ж З И К Л М Н О П Р С Т У Ф Х Ц Ч Ш Щ Э Ю Я |

## Е & Ё

Флаг Египта

| Содержание: Начало — 0–9 А Б В Г Д Е Ё Ж З И К Л М Н О П Р С Т У Ф Х Ц Ч Ш Щ Э Ю Я |

## З

Флаг Замбии
Флаг Западной Сахары
Флаг Зимбабве

| Содержание: Начало — 0–9 А Б В Г Д Е Ё Ж З И К Л М Н О П Р С Т У Ф Х Ц Ч Ш Щ Э Ю Я |

## И

Флаг Израиля
Флаг Индии
Флаг Индонезии
Флаг Иордании
Флаг Ирака
Флаг Ирана
Флаг Ирландии
Флаг Исландии
Флаг Испании
Флаг Италии

| Содержание: Начало — 0–9 А Б В Г Д Е Ё Ж З И К Л М Н О П Р С Т У Ф Х Ц Ч Ш Щ Э Ю Я |

## Й

Флаг Йемена

| Содержание: Начало — 0–9 А Б В Г Д Е Ё Ж З И К Л М Н О П Р С Т У Ф Х Ц Ч Ш Щ Э Ю Я |

## К

Флаг Кабо-Верде
Флаг Казахстана
Флаг Камбоджи
Флаг Камеруна
Флаг Канады
Флаг Катара
Флаг Кении
Флаг Кипра
Флаг Кирибати
Флаг Китая
Флаг Колумбии
Флаг Комор
Флаг Республики Конго
Флаг Корейской Народно-Демократической Республики
Флаг Республики Корея
Флаг Коста-Рики
Флаг Кот-д’Ивуара
Флаг Кубы
Флаг Кувейта
Флаг Кыргызстана

| Содержание: Начало — 0–9 А Б В Г Д Е Ё Ж З И К Л М Н О П Р С Т У Ф Х Ц Ч Ш Щ Э Ю Я |

## Л

Флаг Лаоса
Флаг Латвии
Флаг Лесото
Флаг Либерии
Флаг Ливана
Флаг Ливии
Флаг Литвы
Флаг Лихтенштейна
Флаг Люксембурга

| Содержание: Начало — 0–9 А Б В Г Д Е Ё Ж З И К Л М Н О П Р С Т У Ф Х Ц Ч Ш Щ Э Ю Я |

## М

Флаг Маврикия
Флаг Мавритании
Флаг Мадагаскара
Флаг Малави
Флаг Малайзии
Флаг Мали
Флаг Мальдив
Флаг Мальты
Флаг Марокко
Флаг Маршалловых Островов
Флаг Мексики
Флаг Федеративных Штатов Микронезии
Флаг Мозамбика
Флаг Молдовы
Флаг Монако
Флаг Монголии
Флаг Мьянмы

| Содержание: Начало — 0–9 А Б В Г Д Е Ё Ж З И К Л М Н О П Р С Т У Ф Х Ц Ч Ш Щ Э Ю Я |

## Н

Флаг Намибии
Флаг Науру
Флаг Непала
Флаг Нигера
Флаг Нигерии
Флаг Нидерландов
Флаг Никарагуа
Флаг Новой Зеландии
Флаг Норвегии

| Содержание: Начало — 0–9 А Б В Г Д Е Ё Ж З И К Л М Н О П Р С Т У Ф Х Ц Ч Ш Щ Э Ю Я |

## О

Флаг ОАЭ
Флаг Омана

| Содержание: Начало — 0–9 А Б В Г Д Е Ё Ж З И К Л М Н О П Р С Т У Ф Х Ц Ч Ш Щ Э Ю Я |

## П

Флаг Пакистан
Флаг Палау
Флаг Палестины
Флаг Панамы
Флаг Папуа — Новой Гвинеи
Флаг Парагвая (лицевая сторона)
Флаг Парагвая (обратная сторона)
Флаг Перу
Флаг Польши
Флаг Португалии
Флаг Приднестровье

| Содержание: Начало — 0–9 А Б В Г Д Е Ё Ж З И К Л М Н О П Р С Т У Ф Х Ц Ч Ш Щ Э Ю Я |

## Р

Флаг России
Флаг Руанды
Флаг Румынии

| Содержание: Начало — 0–9 А Б В Г Д Е Ё Ж З И К Л М Н О П Р С Т У Ф Х Ц Ч Ш Щ Э Ю Я |

## С

Флаг Сальвадора
Флаг Самоа
Флаг Сан-Марино
Флаг Сан-Томе и Принсипи
Флаг Саудовской Аравии
Флаг Северной Македонии
Флаг Сейшел
Флаг Сенегала
Флаг Сент-Винсента и Гренадин
Флаг Сент-Китса и Невиса
Флаг Сент-Люсии
Флаг Сербии
Флаг Сингапура
Флаг Сирии
Флаг Словакии
Флаг Словении
Флаг Соединённых Штатов Америки
Флаг Соломоновых Островов
Флаг Сомали
Флаг Судана
Флаг Суринам
Флаг Сьерра-Леоне
Флаг Сомалиленд

| Содержание: Начало — 0–9 А Б В Г Д Е Ё Ж З И К Л М Н О П Р С Т У Ф Х Ц Ч Ш Щ Э Ю Я |

## Т

Флаг Таджикистана
Флаг Таиланда
Флаг Танзании
Флаг Того
Флаг Тонга
Флаг Тринидада и Тобаго
Флаг Тувалу
Флаг Туниса
Флаг Туркменистана
Флаг Турции

| Содержание: Начало — 0–9 А Б В Г Д Е Ё Ж З И К Л М Н О П Р С Т У Ф Х Ц Ч Ш Щ Э Ю Я |

## У

Флаг Уганды
Флаг Узбекистана
Флаг Украины
Флаг Уругвая

| Содержание: Начало — 0–9 А Б В Г Д Е Ё Ж З И К Л М Н О П Р С Т У Ф Х Ц Ч Ш Щ Э Ю Я |

## Ф

Флаг Фиджи
Флаг Филиппин
Флаг Финляндии
Флаг Франции

| Содержание: Начало — 0–9 А Б В Г Д Е Ё Ж З И К Л М Н О П Р С Т У Ф Х Ц Ч Ш Щ Э Ю Я |

## Х

Флаг Хорватии

| Содержание: Начало — 0–9 А Б В Г Д Е Ё Ж З И К Л М Н О П Р С Т У Ф Х Ц Ч Ш Щ Э Ю Я |

## Ц

Флаг ЦАР

| Содержание: Начало — 0–9 А Б В Г Д Е Ё Ж З И К Л М Н О П Р С Т У Ф Х Ц Ч Ш Щ Э Ю Я |

## Ч

Флаг Чада
Флаг Черногории
Флаг Чехии
Флаг Чили

| Содержание: Начало — 0–9 А Б В Г Д Е Ё Ж З И К Л М Н О П Р С Т У Ф Х Ц Ч Ш Щ Э Ю Я |

## Ш

Флаг Швейцарии
Флаг Швеции
Флаг Шри-Ланки

| Содержание: Начало — 0–9 А Б В Г Д Е Ё Ж З И К Л М Н О П Р С Т У Ф Х Ц Ч Ш Щ Э Ю Я |

## Э

Флаг Эквадора
Флаг Экваториальной Гвинеи
Флаг Эритреи
Флаг Эсватини
Флаг Эстонии
Флаг Эфиопии

| Содержание: Начало — 0–9 А Б В Г Д Е Ё Ж З И К Л М Н О П Р С Т У Ф Х Ц Ч Ш Щ Э Ю Я |

## Ю

Флаг ЮАР
Флаг Южного Судана

| Содержание: Начало — 0–9 А Б В Г Д Е Ё Ж З И К Л М Н О П Р С Т У Ф Х Ц Ч Ш Щ Э Ю Я |

## Я

Флаг Ямайки
Флаг Японии